# قائمة القوى العظمى الحديثة

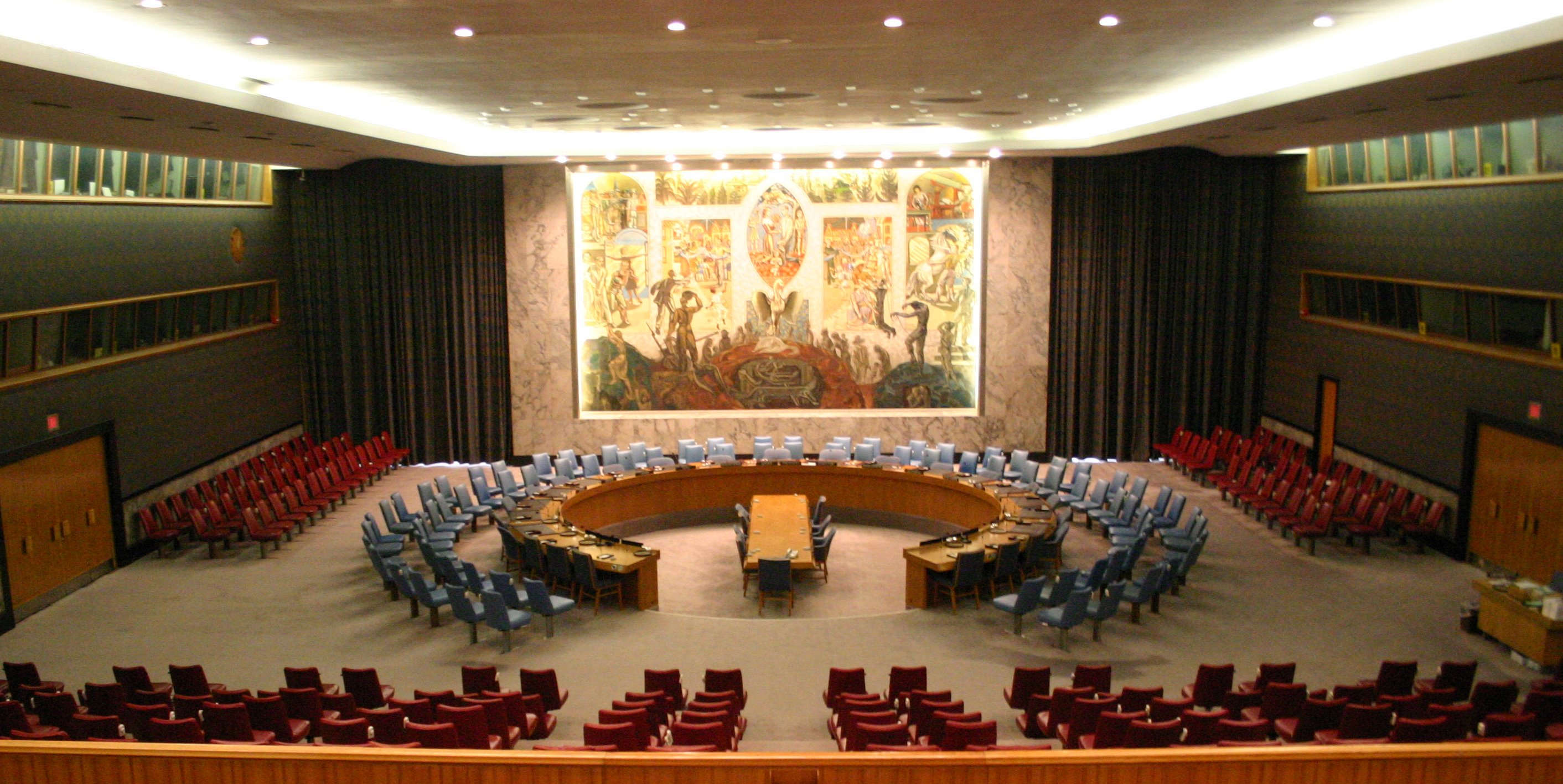
يتم الإعتراف بالقوى العظمى في اطار دولي مثل الأمم المتحدة ومجلس الأمن.

من صفات القوة العظيمة من الناحية الاقتصادية والسياسية والعسكرية هي أمة أو دولة قادرة على ممارسة السلطة والنفوذ ليس فقط المنطقة الخاصة بها من العالم ولكن على الآخرين أيضا.
في السياق الأويرو-مركزي الحديث، ظهرت القوى العظمى لأول مرة في أوروبا خلال فترة عصر ما بعد نابليون. واخذ التفرقة بين القوى الصغرى والقوى العظمة مع توقيع معاهدة شومون في عام 1814.
من الناحية التاريخية، هناك تفرقة بين «الأمة العظيمة»، (مجموعة من الناس يعيشون في بلد معين أو في إقليم) وبين «إمبراطورية عُظمى»، (مجموعة من الدول أو البلدان محكومة بسلطة واحدة في إطار واحد هي السلطة العليا).

## القوى الكبرى للحقبة الحديثة القديمة

### فرنسا حقبة 1450s–1815

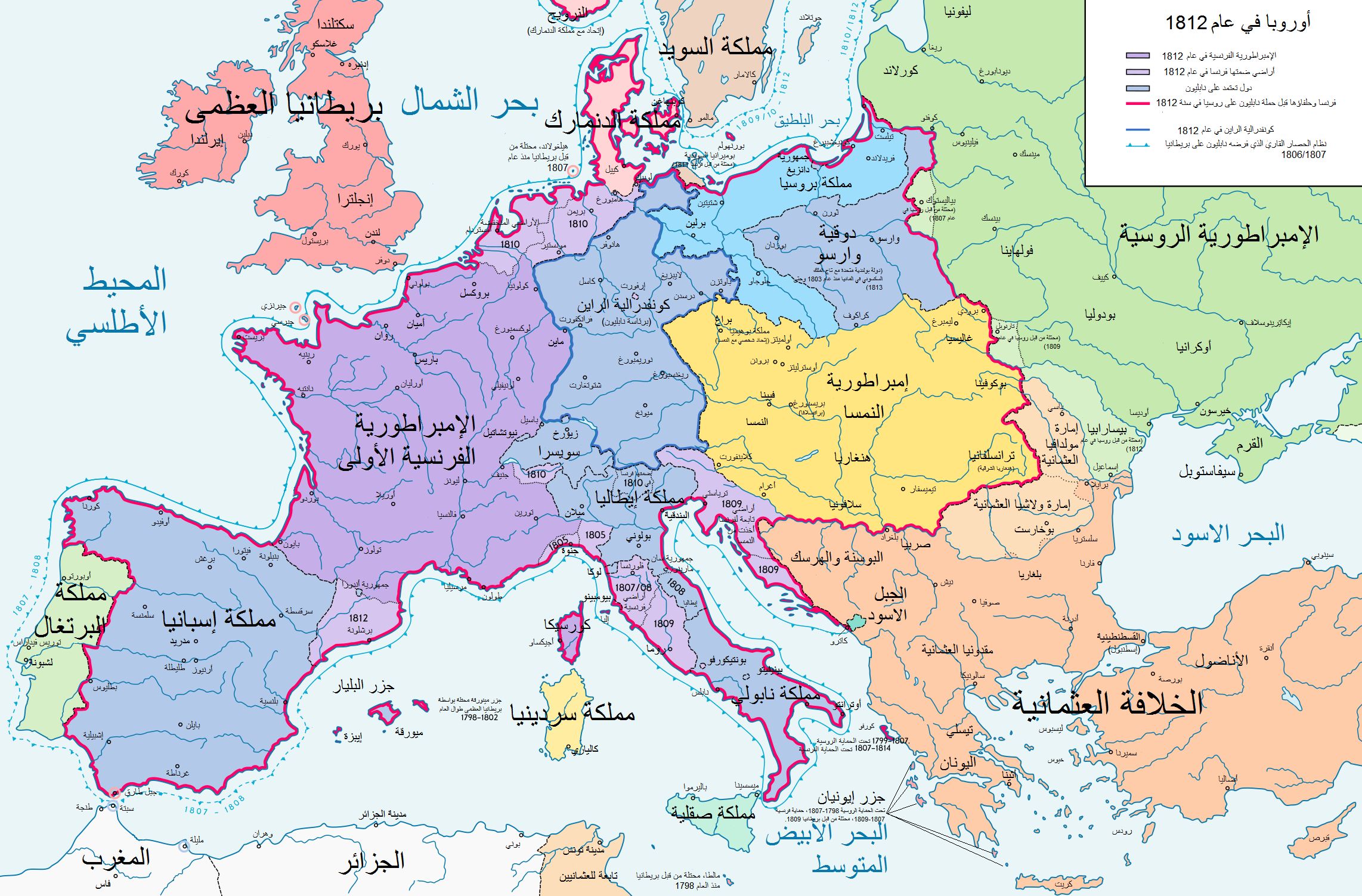
الإمبراطورية الفرنسية في عام 1812.

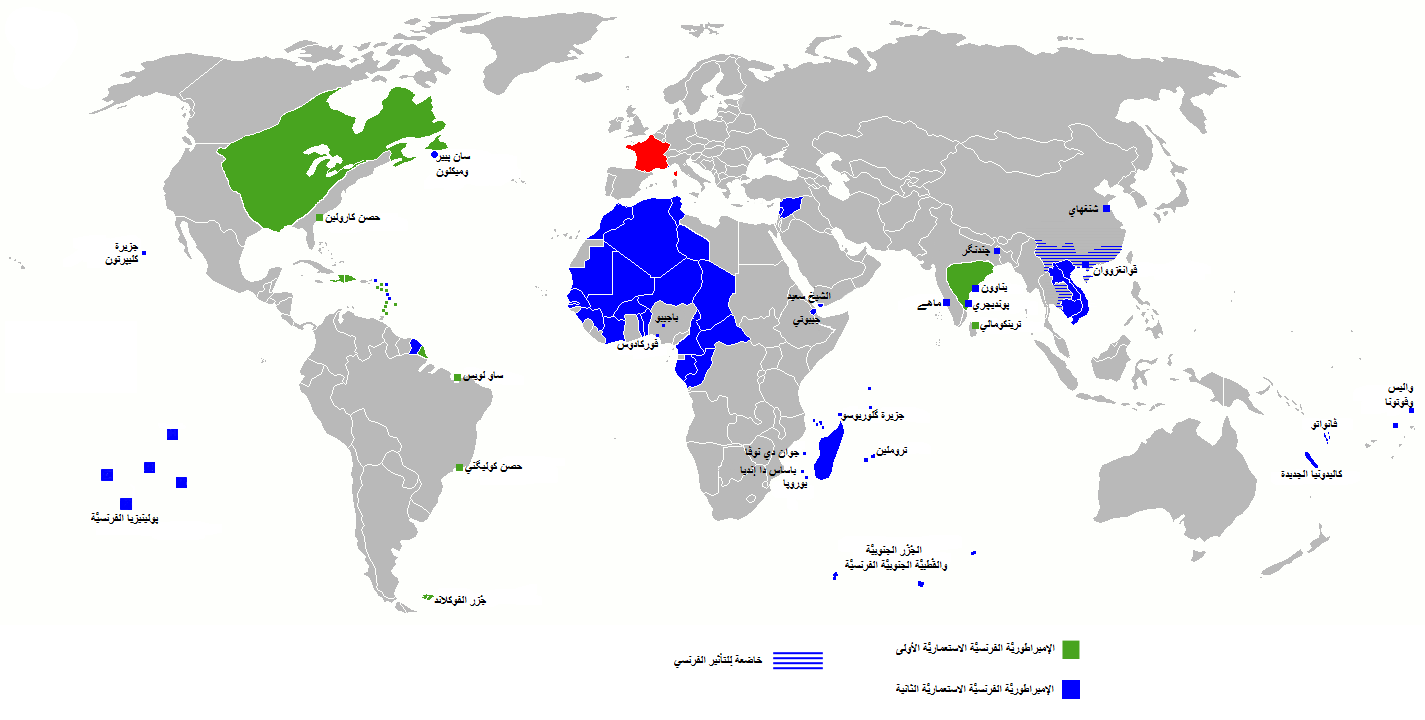
خريطة الإمبراطورية الاستعمارية الفرنسية الأولى (باللون االأخضر) والثانية (باللون الأزرق الداكن).

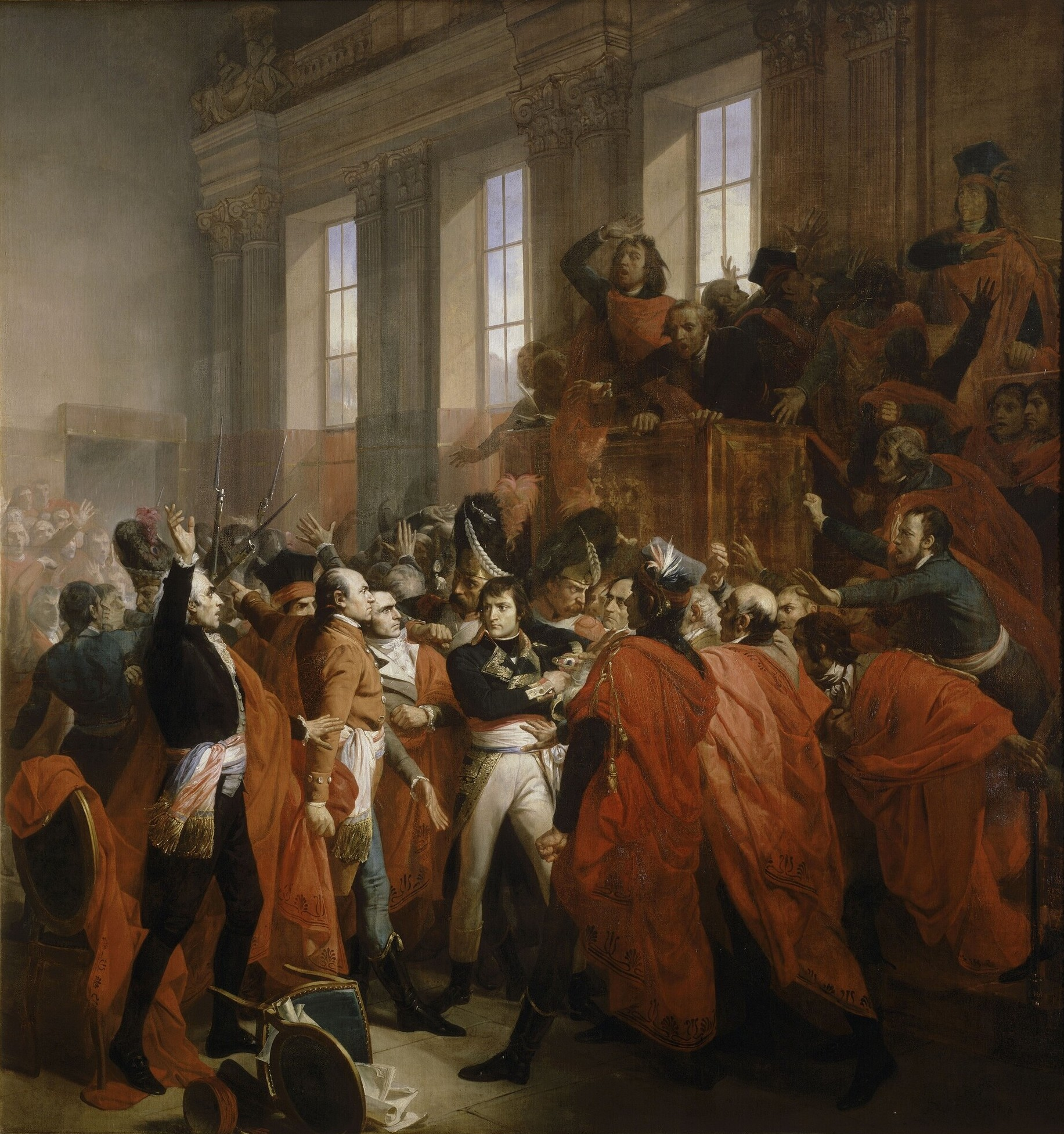
الجنرال بونابرت، في انقلاب بريميير.

كانت فرنسا إمبراطورية مهيمنة على العديد من المستعمرات في مواقع مختلفة في جميع أنحاء العالم. الإمبراطورية الفرنسية (1804-1814)، المعروف أيضا باسم الإمبراطورية الفرنسية الكبرى أو الإمبراطورية الفرنسية الأولى، ولكن المشهورة باسم الإمبراطورية النابليونية كانت القوة المهيمنة في معظم أنحاء أوروبا القارية خلال أوائل القرن 19th.
أصبح نابليون الإمبراطور الفرنسي في 18 مايو 1804 وتوج في 2 ديسمبر 1804، بعد انقضاء الفترة القنصلية الفرنسية، وبعد أن انتصرفي الحرب المثلثة التحالف ضد النمسا وبروسيا وروسيا والبرتغال والدول المتحالفة معهم وخاصة في معركتي أوسترليتز (1805) وفريدلاند (1807). انهت معاهدة تيلسيت الموقعة في يوليو 1807 عامين من إراقة الدماء في القارة الأوروبية. وسعت انتصاراته العسكرية التي تعرف باسم الحروب النابليونية النفوذ الفرنسي على جزء كبير من أوروبا الغربية حتى بولندا. خلال أوجها في عام 1812، شملت الإمبراطورية الفرنسية على 130محافظة، تشمل على أكثر من 50 مليون نسمة وحافظت على وجود عسكري واسع في ألمانيا، إيطاليا، إسبانيا، دوقية وارسو، و، كانت بروسيا والنمسا حلفاء لها.
صدرت الانتصارات الفرنسية العديد من أيديولوجية الثورة الفرنسية في جميع أنحاء أوروبا. اكتسبنابليون الدعم من خلال تبنيه بعض اهتمامات الشعب الفرنسي. وشملت الشعور بكره تجاه النبلاء المهاجرون الذين هربوا من الاضطهاد خوفا من عودة النظام القديم، الكره والشكوك تجاه الدول الأجنبية التي حاولت عكس الثورة – والرغبة في نشر مباديء ومثل الثورة الفرنسية. تم إلغاء النظام الإقطاعي الفرنسي وامتيازات الأرستقراطية في كل الأماكن ما عدا بولندا وإدخل قانون نابليون في جميع أنحاء القارة وتعزيز المساواة القانونية بأنشاء لجان التحكيم وبتشريع الطلاق. نصب نابليون أقاربه على عروش العديد من البلدان الأوروبية ومنحهم الألقاب النبيلة، والتي انتهت مع سقوط الإمبراطورية.
يقدر المؤرخون في عدد قتلى الحروب النابليونية إلى 6.5 مليون شخص، أو 15% من مجموع سكان الإمبراطورية الفرنسية. في حرب التحالف السادسة وهي ائتلاف من النمسا وبروسيا، روسيا، المملكة المتحدة، السويد، اسبانيا وعدد من الولايات الألمانية تم هزم فرنسا ونفي نابليون بونابرت إلى منفاه في إلبا. بعد كارثة نابليون في غزو روسيا، انضمت روسيا وبريطانيا والبرتغال مع الثوار في إسبانيا. بعد تنظيم جيوشهم طردوا نابليون من ألمانيا في عام 1813 وغزوا فرنسا في عام 1814، مما اضطر نابليون على التنازل عن العرش واعادة احياء البوربون.

### الدول الإيطالية المستقلة (فلورنسا وروما والبندقية وجنوة) حقبة القرون 15–17

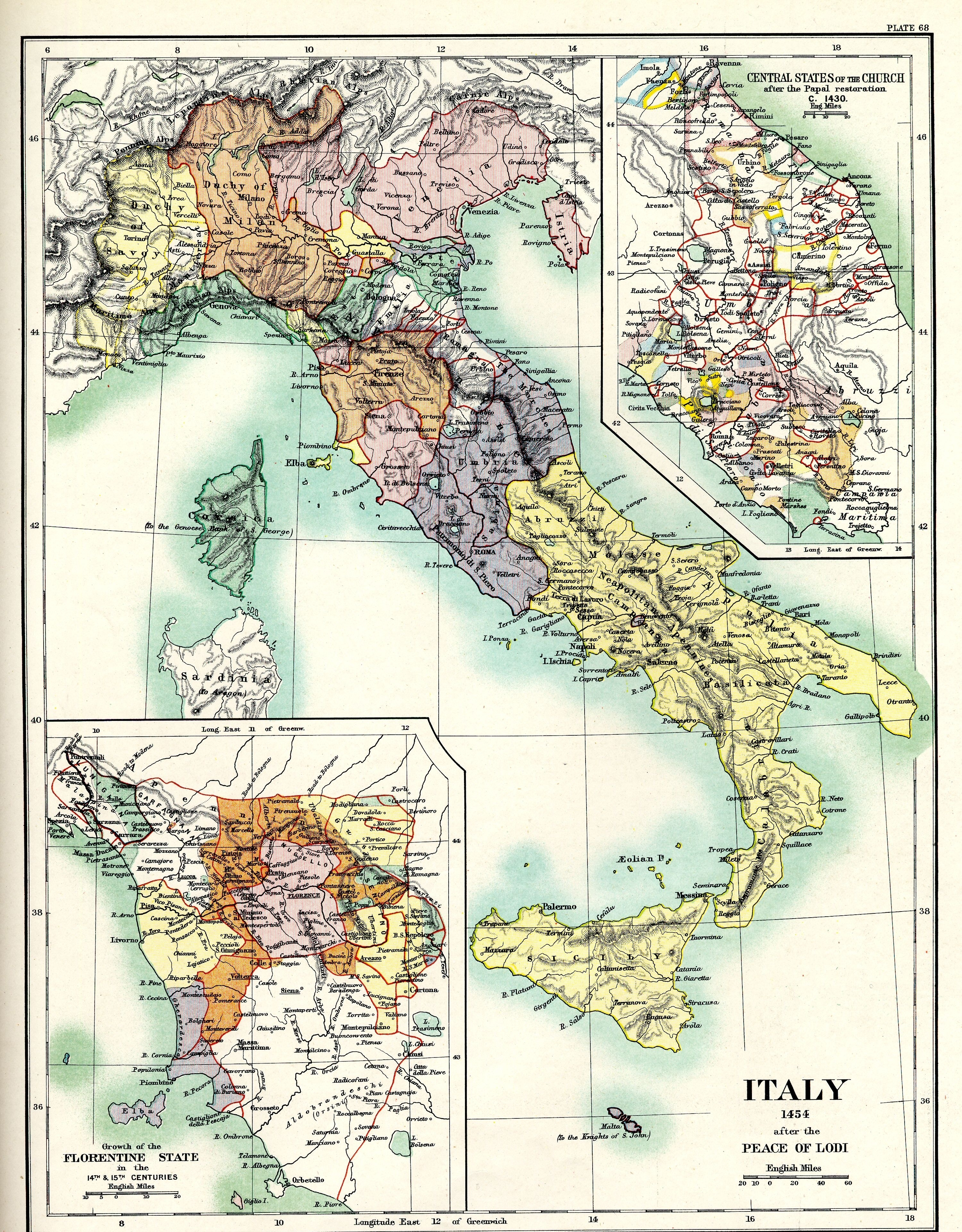
يسارإيطاليا أثناء سلام لودي

شهدت إيطاليا فترة من الازدهار الكبير خلال عصر النهضة، وخاصة نتيجة السلام لودي، ولكنها وقعت تحت السيطرة الأجنبية بعد الحروب الإيطالية. استطاعت بعض دويلات الجزيرة من الاستقلال والحفاظ على دور كبير على توازن القوى.
كانت جمهورية فلورنسا، والتي عرفت ي وقت لاحق بدوقية توسكانا، من الاقتصاديات والخدمات المصرفية المزدهرة وخاصة خلال حكم أسرة ميديشي.
وكان للباباوات تأثير دبلوماسي كبير على الملوك الكاثوليك وخلال تقسيم العالم الجديد. فام نابليون بالغاء الدولة الكنيسية ثم الغتها المملكة الإيطالية في عام 1870.
بدأت جمهورية البندقية، التي كانت تسيطر على ثروة التجارة بين أوروبا والشام، مرحلة طويلة وتدريجية من الانحدار «الذهبي». كانت الجمهورية قادرة على وقف توسع الإمبراطورية العثمانية في مناسبات مختلفة، مثل أثناء معركة ليبانتو أو غزو موريا. فقدت البندقية استقلالها في عام 1797 عندما غزا نابليون المدينة وضم أراضيها إلى النمسا.
استفادة جمهورية جنوة من التحالف مع إسبانيا، من وتوفيرها الدعم الاقتصادي لهابسبورغ مما مكنها من الاحتفاظ ببعض ممتلكات البحر المتوسط لبعض الوقت. وصفت الفترة من عام 1557 إلى 1627 بأنها «عصر جنوة»).

### أسرة تشينغ حقبة 1660s – 1700

أسرة تشينغ في عام 1820.

أسرة تشينغ هي آخر سلالة حكمت الصين، من عام 1644 وحتى 1912. وقد سبقتها عهد أسرة مينغ، وتلتها جمهورية الصين. أسستها عشيرة المانشو في ما هو اليوم شمال شرق الصين (المعروفة باسم منشوريا). بدأت في عام 1644 بالتوسع في داخلالصين والمناطق المحيطة بها لتنشئ إمبراطورية تشينغ العظيمة. تم التوصل إلى السلام التام في الصين حوالي عام 1683 تحت حكم الإمبراطور كانغ.
غيرن السلالة اسمها إلى «تشينغ» أي «مسح» أو «شفاف» عام 1636. في 1644 سقطت بيجنغ بواسطة ائتلاف من قوات للمتمردين بقيادة لى تسى تشنغ، وهو مسؤول قاصر من سلالة مينغ تحولى إلى زعيم ثورة الفلاحين. بعد سقوط المدينة، انتحر أخر اباطرة أسرة مينغ، الإمبراطور تشونغزين، ومعه انتهت سلالة بشكل نهائي. تحالف المانشو مع اسرة مينغ بقيادة القائد العسكري وو سانغوي ومن السيطرة عليى بكين بأطاحة بحكم اسرة شون القصيرة العهد.
خلال عهد أسرة تشينغ، تم التكامل التام مع الثقافة الصينية. بلغت ذروة السلالة في القرن 18 حيث زادت مساحة الحكم وعدد سكانها. بيد أن القوة العسكرية ضعفت في أواسط القرن التاسع عشر. وتم الإطاحة بأسرة تشينغ أطيح به عقب ثورة شينهاي.

### الإمبراطورية الصفوية حقبة 1501-1736

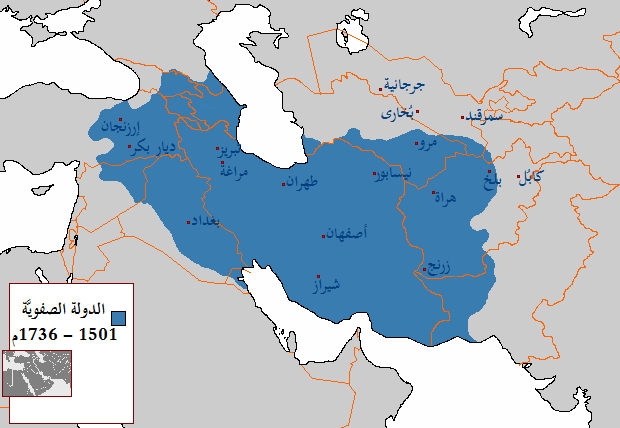
الإمبراطورية الصفوية في أقصى حدودها.

تعتبر الإمبراطورية الصفوية واحدة من أهم السلالات الحاكمة في إيران. حكموا واحدة من أعظم الإمبراطوريات الإيرانية بعد الفتح الإسلامي لبلاد فارس حكم الصفويين من 1501 إلى 1736 وفي ذروة قوتها، فإنها سيطرت على كل إيران الحديثة، أذربيجان وأرمينيا ومعظم العراق وجورجيا وأفغانستانوالقوقاز، وكذلك أجزاء من باكستان وتركمانستان وتركيا. كانت تعتبر الدولة الصفوية الإيرانية إحدى دول «إمبراطوريات البارود» الإسلامية. بدأت الإمبراطورية الصفوية من أردبيل في إيران وكانت أصولها متجذرة في المذهب الصوفي المعروف بالصوفية. أنشاء الصفويون وحدة مستقلة للدولة الإيرانية للمرة الأولى بعد الفتح الإسلامي لبلاد فارس وثبتوا الهوية الإيرانية السياسية واتبعوا المذهب الشيعي كدين رسمي في إيران.
بالرغم من زوالهم سنة 1736، فإنهم أعادوا إرث إيران كقوة اقتصادية بين الشرق والغرب، وأنشأوا دولة فعالة وبيروقراطية على أساس «الضوابط والتوازنات»، وكان لهم الابتكارات المعمارية ورعوا الفنون الجميلة. كما تركوا بصماتها وصولا إلى العصر الحاضر من خلال نشر المذهب الشيعي في إيران، وكذلك أجزاء كبيرة من منطقة القوقاز، بلاد ما بين النهرين والأناضول.

### الجمهورية الهولندية حقبة 1581-1795

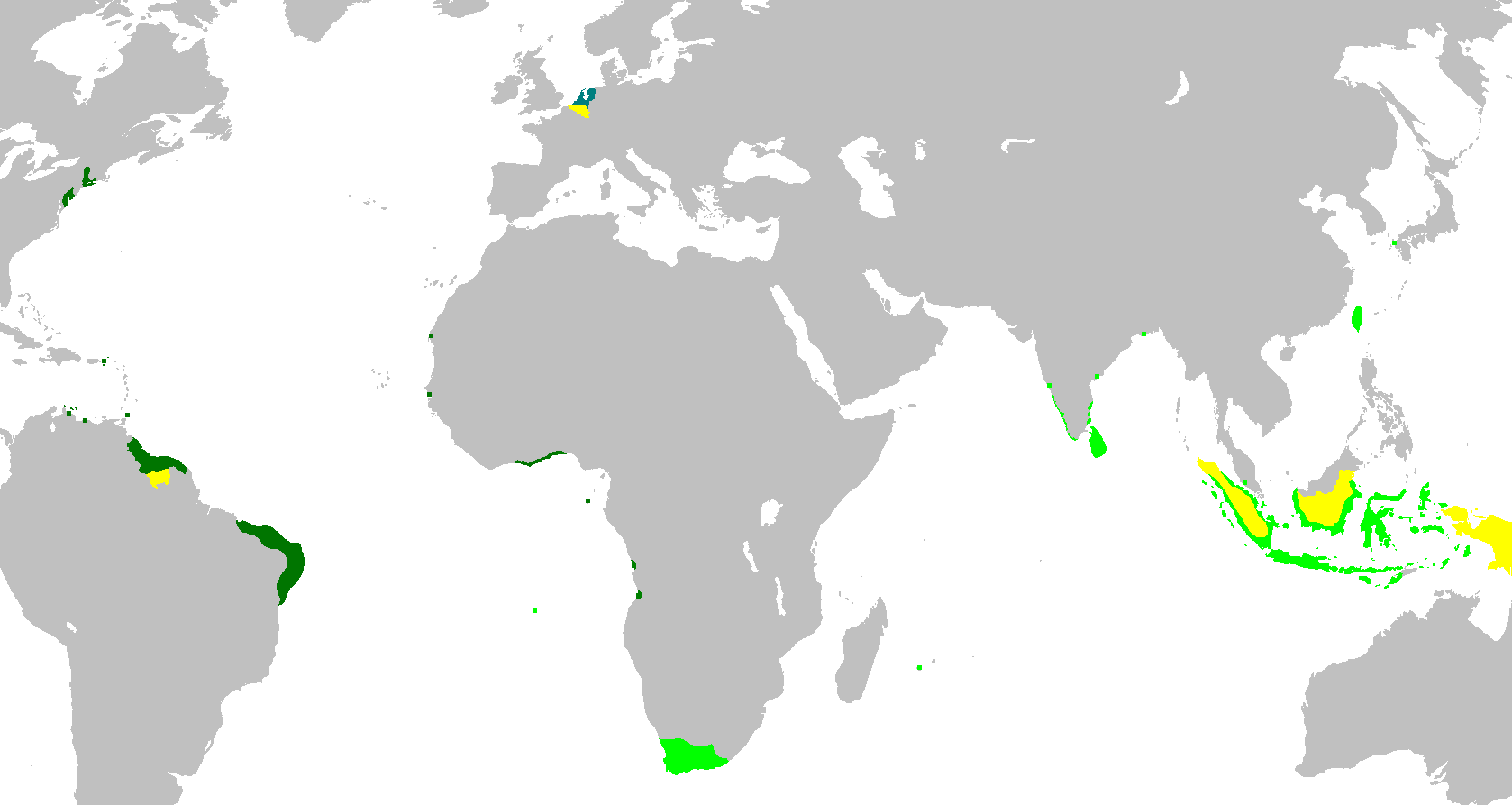

سيطرت الجمهورية الهولندية على العديد من الأقاليم بعد الاستقلال عن إسبانيا في القرن 16. مهاراتهم في الشحن والتداول المالي والتجارة ساعدت ببناء مستعمرات خارج الأراضي الهولندية التي استمرت من 16 إلى القرن 20. بنى الهولنديون في البداية مستعمراتهم على أساس الدولة الغير المباشرة كشركة رأسمالية استعمارية، مع هيمنة شركة الهند الشرقية الهولندية. امتد ازدهارها الثقافي بداء من القرن 17 ويعرف باسم العصر الذهبي الهولندي، حيثة كانت التجار الهولندية والعلوم والفنون الأكثر شهرة في العالم. وكانت القوة العسكرية الهولندية في أوجها في منتصف القرن 17 حين كان الأسطول الهولندي أقوى البحرية في العالم.
بحلول منتصف القرن ال17، تجاوزت هولندية البرتغال كالاعب المهيمنعلى تجارات التوابل والحرير والتجارة وفي 1652 أسست مستعمرة في كيب تاون على ساحل جنوب أفريقيا كمحطة لسفنها على الطريق بين أوروبا وآسيا. بعد أول المستوطنين. بين عامي 1602 عام و1796 تم إرسال الملايين من الأوروبيين إلى العمل في التجارة مع آسيا. توفي العديد منهم من الأمراض أو عادوا في النهاية إلى أوروبا، ولكن البعض استوطن الهند كموطن جديد لهم. وجرى أكثرية التفاعل بين الهولنديين والسكان الأصليين في سريلانكا الحديثة والجزر الإندونيسية. وخلال قرون نمى الاختلاط الهولندي عدد السكان المتكلمين باللغة الهولندية من سكان المناطق المختلطة الهولندية والإندونيسية فسمي أهله بالإندوس أو بالهولنديين-الاندونيسيين.

### الإمبراطورية البريطانية المبكرة حقبة 1600-1815

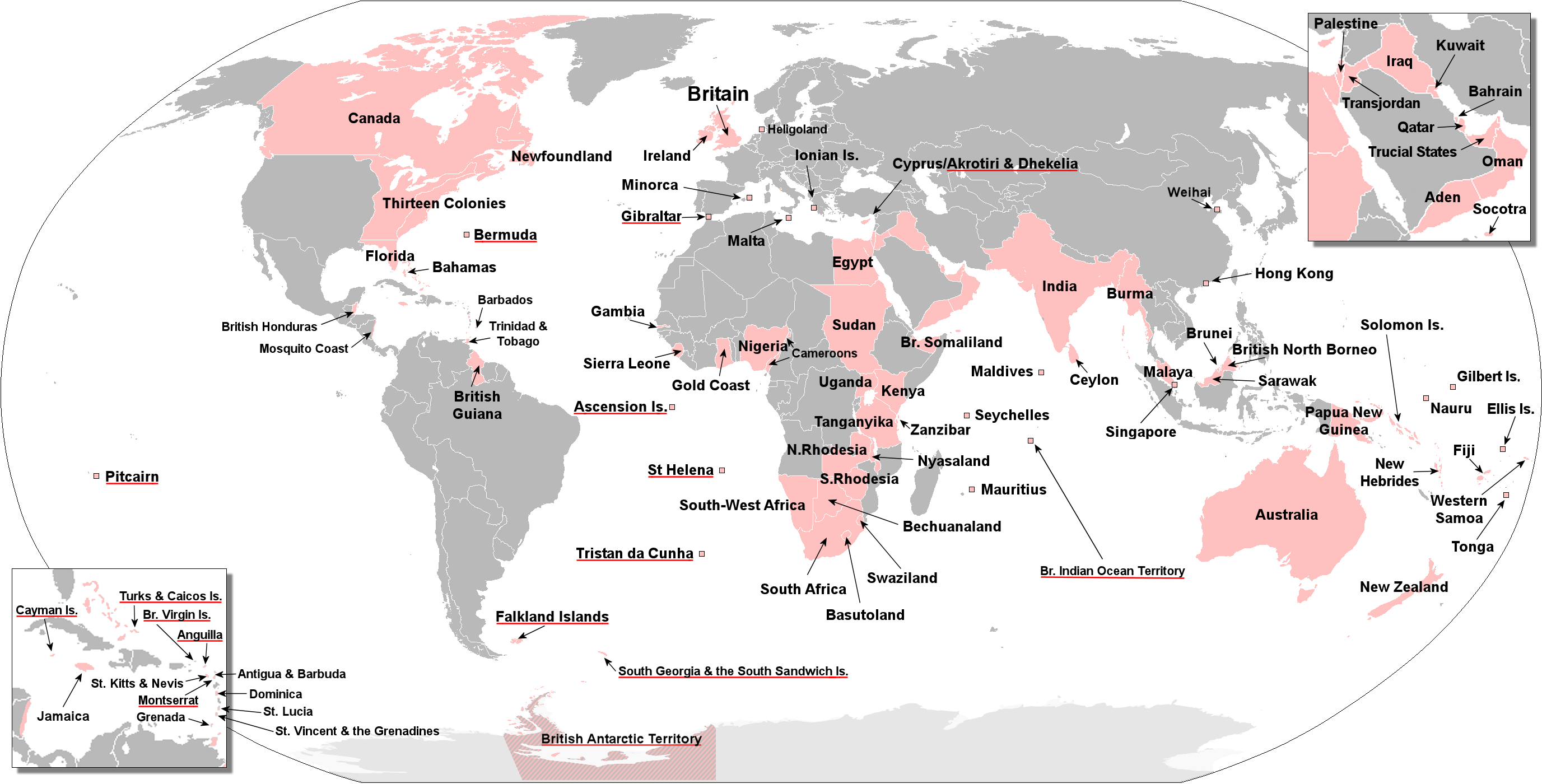
الإمبراطورية البريطانية

بدأت الإمبراطورية البريطانية في القرن 17 بسبب مجموعة من العوامل التي تفاعلت لإنشائها، مثل النمو في التجارة البريطانية مع الهند والشرق الأقصى، نجاح شركة الهند الشرقية البريطانية، العديد من الاستكشافات البحرية في جميع أنحاء العالم، القوة الساحقة للبحرية الملكية. ضمت الإمبراطورية البريطانية العديد من الممتلكات، المستعمرات، المحميات والولايات والأقاليم التي حكمتها أو أدارتها المملكة المتحدة. نشأت في مستعمراتها الخارجية ومراك التجارة التي أقامتها إنجلترا في أواخر 16 وأوائل 17 قرون. في أوجها كانت أكبر إمبراطورية في التاريخ. ومنذ أكثر من قرن، كانت أبرز القوى العالمية. ومن المقبول على نطاق واسع أنها خلال الفترة المعروفة باسم باكس بريتانيكا كانت أقوى إمبراطورية وسلطة وحدوية في تاريخ البشرية بسبب المستوى غير المسبوق التي خبرتها المملكة المتحدة شهدت في ذلك الوقت.
تم إنشاء المستعمرات البريطانية على طول الساحل الشرقي من أمريكا الشمالية خلال القرنين ال17 وال18 ولكن بحلول أواخر القرن ال18 ثار معظم هذه المستعمرات ضد الحكم البريطاني، مما أدى إلى حرب الاستقلال الأمريكية وتشكيل الولايات المتحدة الأمريكية. بيد أن بريطانيا احتفظت بالمستعمرات في كندا ومنطقة البحر الكاريبي والهند، وبعد ذلك بوقت قصير بدأ استعمار أستراليا ونيوزيلندا. بعد هزيمة فرنسا في حروب نابليون في عام 1815، استولت بريطانيا العظمى على العديد من أقاليم ما وراء البحار في أفريقيا وآسيا وأسست إمبراطوريات غير رسمية للتجارة الحرة في أمريكا الجنوبية والصين وبلاد فارس.

### إمبراطورية المغول حقبة 1526-1857

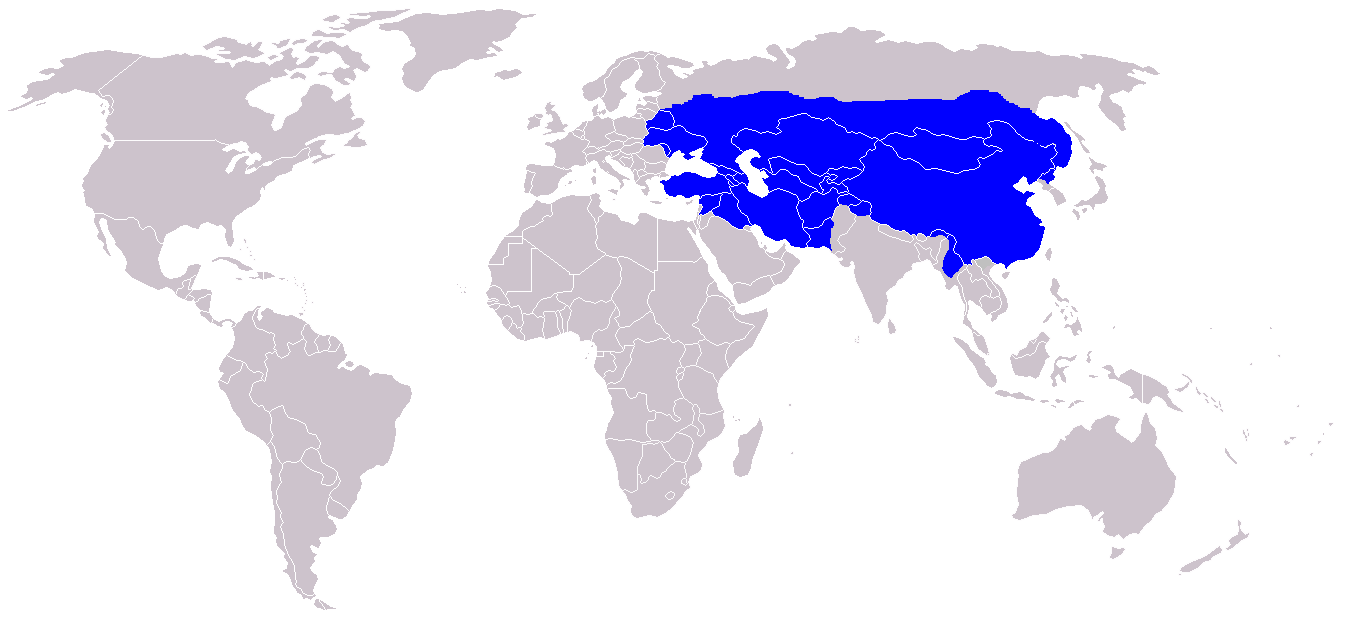

الإمبراطورية المغولية كانت من أصول تركية-مغولية من أوزبكستان، التي حكمت معظم شبه القارة الهندية في القرن 16 و17. في عام 1526، قام بابور التيموري الذي ينسب لتيمور وجنكيز خان من وادي فرغانة في أوزبكستان، فاجتاح ممر خيبر وأنشأ إمبراطورية المغول، والتي استمرت لأكثر من 300 عام حكمت خلالها ربع سكان العالم في وقت واحد.
توسعت سلالة المغول بسرعة وسيطرت على معظم شبه القارة الهندية عام 1600; ثم مرت بانحدار بطيء بعد عام 1707 وهزمت في عام 1857 بعد حرب الاستقلال التي عرفت بالتمرد الهندي 1857. الإمبراطور الشهير، أكبر، الذي كان حفيد بابر، حاول اقامة إمبراطورية شاملة. ووبعده، قام عدد من الأباطرة مثل أورتكزيب بمحاولة لتوسيع الإمبراطورية لخارج الحدود.

### الإمبراطورية العثمانية حقبة 1453-1923

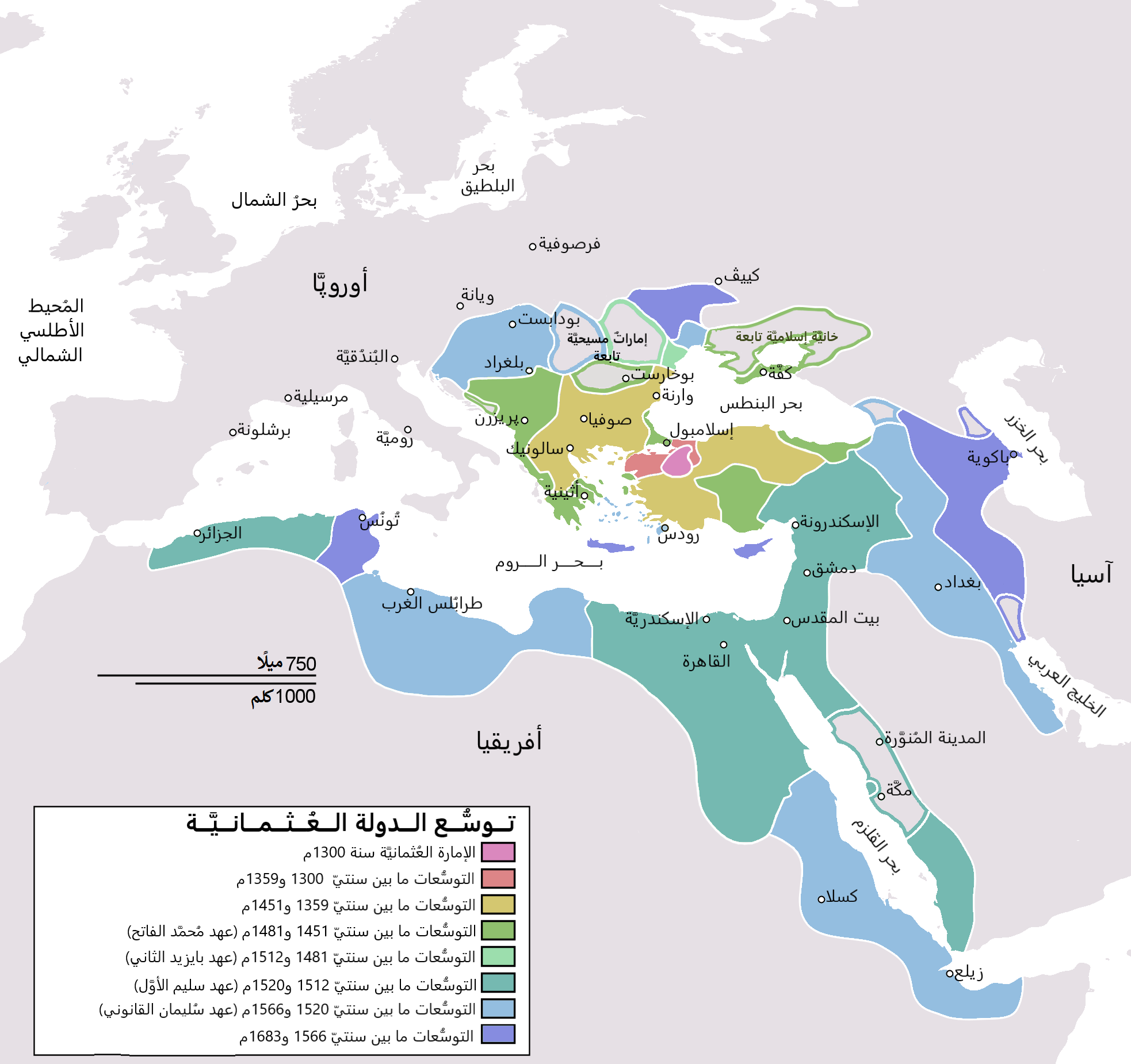
أقصى أقاليم الدولة العثمانية.

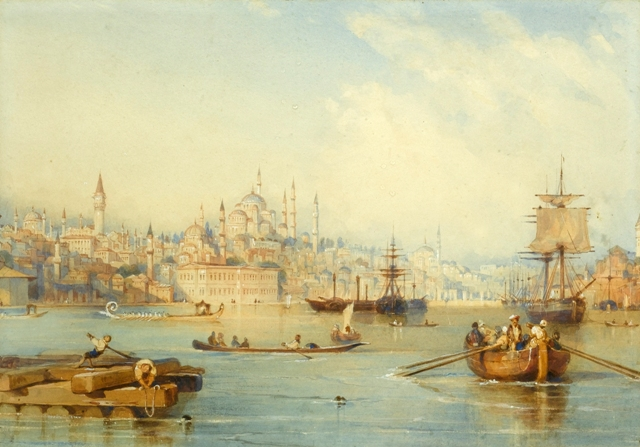
إسطنبول، والتي كانت تسمى القسطنطينية والتي أصبحت عاصمة الإمبراطورية العثمانية بعد الفتح.

إن أصول الإمبراطورية العثمانية كانت تركية ووصلت إلى أوج قوتها بين القرنين 16 و17 الميلادية وامتدت على ثلاث قارات (انظر: حدود الأراضي العثمانية) كما سيطرت على الكثير من أراضي شرق أوروبا، الشرق الأوسط ومعظم شمال أفريقيا. الإمبراطورية كانت تسمى من قبل المؤرخين «الإمبراطورية العالمية» بعد التقالية الرومانية والإسلامية.
كانت الإمبراطورية في مركزية التفاعلات بين العالمين الشرقي والغربي لمدة ستة قرون. كانت الإمبراطورية العثمانية هي الحكم الإسلامي الوحيد الذي شكل تحديا خطيرا للقوة الصاعدة في أوروبا الغربية بين القرنين 15 و19 الميلاديين. مع إسطنبول (أو القسطنطينية) كعاصمة الإمبراطورية تعد في كثير من النواحي خليفة للخلافة الإسلامية وخليفة لإمبراطوريات البحر الأبيض المتوسط مثل الرومانية والبيزنطية على حد سواء.
بدأت جهود إصلاح العسكرية العثمانية مع سليم الثالث (1789-1807) الذي قام بأول محاولات جدية في تحديث الجيش على طول الخطوط الأوربية. بيد أن هذه الجهود كانت تعوقها معارضة من الحركات الرجعية وبخاص من القيادة الدينية، ومن فيالق الانكشارية، الذي أصبحت فوضوية وغير فعالة. الخوف من خسارة امتيازاتهم أدت إلى قيام ثورة الانكشارية أدت إلى خلع سليم عن عرشه ومقتله. ولكن تم حل هذه المعضلة على يد خليفته الحيوي محمود الثاني بطريقة دموية الذي ذبح فيالق الانكشارية عام 1826.
وتدهور حال القوات العسكرية وفعالة الهياكل البيروقراطية في القرون السابقة بسبب سوء حكم السلاطين. ولكن على الرغم من هذه الصعوبات، بقيت الإمبراطورية تتوسع حتى معركة فيينا في 1683 التي شهدت نهاية التوسع العثماني في أوروبا.

### الكومنولث البولندي الليتواني (1569-1660)

الكومنولث البولندي الليتواني في أقصى حد (ca. 1635)

### البرتغال حقبة 1415-2002

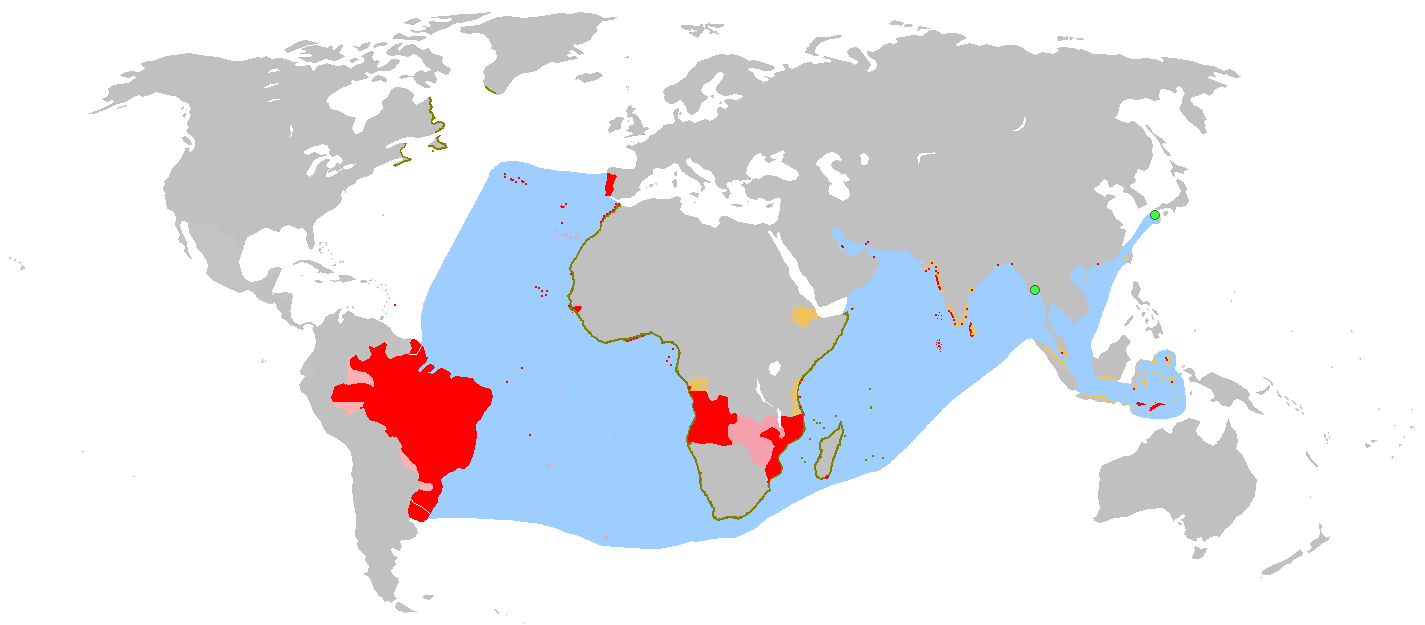
خريطة الإمبراطورية البرتغالية (1415-2002).

تعتبر الإمبراطورية البرتغالية أول إمبراطورية عالمية في التاريخ، وأيضا الأقدم وتعد الأطول عمرا بين إمبراطوريات أوروبا الغربية الاستعمارية. مساحة البرتغال الصغيرة وعددل سكانها الصغير حد من تواجدها الاستعماري في القرن ال16 إلى مجموعة صغيرة البؤر الاستيطانية على طول السواحل الأفريقية الرئيسية بالإضافة لأنغولا ولموزامبيق وللبرازيل. خلال معظم القرن 16th، كان البحرية الهندية التابعة للبرتغال رائدة على مستوى العالم في بناء السفن البحرية والمدفعية البحرية، وفرضت سيطرتها على المحيط الأطلسي إلى الجنوب من جزر الكناري والمحيط الهندي وصولا إلى غرب المحيط الهادئ. كان ذروة تألق الإمبراطورية في القرن ال16 ولكن اللامبالاة من ملوكهابسبورغ والمنافسة مع الإمبراطوريات الاستعمارية الأخرى مثل بريطانيا، فرنسا وهولندة، سرعا في انحدار نفوذها وافقدها معظم مستعمراتها بعد القرن 18 ما عدى في البرازيل وممتلكاتها في أفريقية.
على إثر معاهدة توردسيلاس بين إسبانيا والبرتغال، تم تقسيم العالم خارج أوروبا في حصرية احتكارية ثنائة بينهماي على طول شمال-جنوب الزوال 370، أو 970 ميل (1,560 كـم) إلى الغرب من جزر الرأس الأخضر. ومع ذلك، لم يكن من الممكن في ذلك الوقت بشكل صحيح قياس الطول والعرض بدقة الحدود المتنازع عليها بين البلدين حتى عام 1777. الانتهاء من هذه المفاوضات مع اسبانيا هي واحدة من العديد من الأسباب التي يقترحها المؤرخين لشتفسير سبب تأخر البرتغال في الدوران حول رأس الرجاء الصالح. وأخيرا، تم تحقيق الهدف البرتغالي في إيجاد طريق البحر إلى آسيا بفضل رحلات فاسكو دا جاما.

### بروسيا حقبة 1525-1871
سيطرت مملكة بروسيا على شمال ألمانيا سياسيا واقتصاديا، وكانت نواة الاتحاد الألماني الشمالي الذي تشكل في عام 1867، والتي أصبحت جزءا من الإمبراطورية الألمانية أو الرايخ الألماني في عام 1871.
حققت بروسيا أكبر إنجازاتها في القرنين 18 و19. خلال القرن 18 أصبحت قوة اوروبا القوية تحت حكم فريدريك الثاني ملك بروسيا (1740-86). خلال القرن 19، وحد المستشار أوتو فون بسمارك إمارات ألمانيا إلى «ألمانيا الصغرى» التي تستبعد الإمبراطورية النمساوية.

### الإمبراطورية الإسبانية المبكرة حقبة 1492-1815

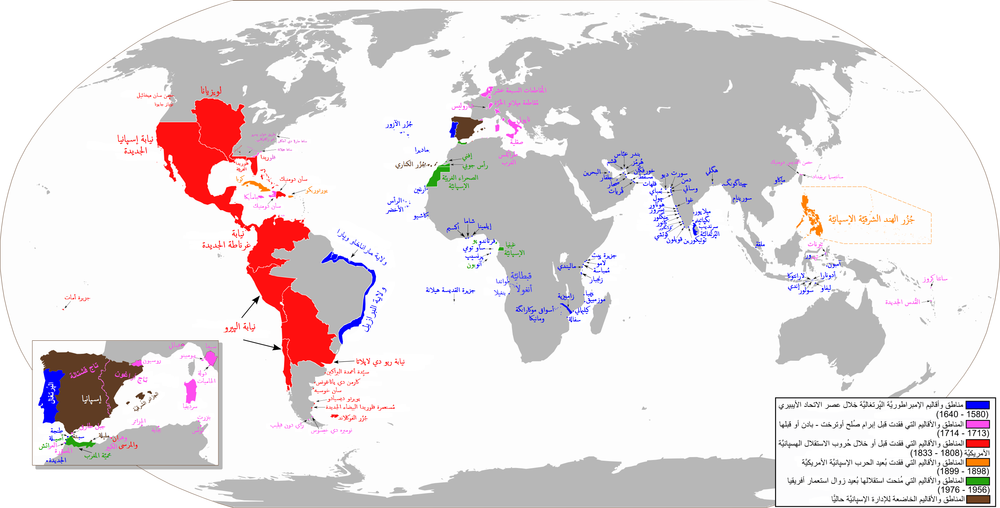
خريطة تبين مناطق الإمبراطورية الإسبانية في أوقات مختلفة على مدى فترة تزيد على 400 سنة.

كانت إسبانيا والبرتغال في القرن العاشر طليعة القوى الأوروبية التي قامت بحملات استكشافية على مستوى العالم والتوسع الاستعماري وفتح خطوط التجارة عبر المحيطات؛ عبر الأطلسي باتجاه الأميركيتين والهادئ بين المكسيك وآسيا عبر الفيلبين. قام المستعمرون الإسبان بالقضاء على حضارات الإنكا والأزتيك والمايا وبسطوا سيطرتهم على مساحات شاسعة من الأراضي في شمال وجنوب القارة الأميريكية. ولفترة طويلة، فرضت إسبانيا سيطرتها على المحيطات من خلال أسطولها وعلى البر الأوروبي من خلال مشاتها العسكريين المعروفين بالتورشو. تمتعت إسبانيا بعصرها الذهبي خلال القرنين السادس عشر والسابع عشر كأعظم قوة أوروبية.
اشتركت الإمبراطوريتين الإسبانية والبرتغالية باتحاد شخصي بين حكامهم من سلالة الهابسبورغ وذلك خلال اتحاد إيبيريا مع أن كل منهما تمتعا باستقلالية فردية.
وفي القرن السادس عشر، بدء تدفق الذهب والفضى من مناجم الأميريكيتين الذين ساهما في تمويل الجيوش والبحرية الإسبانية في حروبها الأوروبية والأميركية. وبالرغم من فترات إخفاق بسبب عبء إدارة مستعمرات واسعة وبعيدة، إلا أن المفكرين الإسبان أغنوا الحضارة بنظريات جديدة وحديثة حول القوانين الطبيعية، السيادة، القانون الدولي، الحروب والاقتصاد حتى أنهم شككوا في فعالية الإستعمار. وسميت هذه الأفكار بمدرسة سلامنكا.
ومع بداية القرن السابع عشر، بدأ الانحدار التدريجي للإمبراطورية الإسبانية بسبب المتاعب التي واجهتها بالتنافس مع قوى منافسة في مجالات الاقتصاد والتجارة والتوسع. ففي البحر المتوسط، كانت إسبانيا في حالة حروب مستمرة مع الدولة العثمانية. كما كانت في مواجهة دائمة مع فرنسا على الأراضي الأوروبية. وفي الأماكن الأخرى في العالم، واجهت منازعات مع البرتغاليين والهولنديين والبريطانيين. بالإضافة للفساد في الداخل، كبر حجم الجيش الإسباني والركود الاقتصادي دفعا إلى ضعف الإمبراطورية.
وأتت نهاية قوة إسبانيا في أوروبا بعد معاهدة أوتريتش عام 1713م التي سحبت سلطة إسبانيا في إيطاليا والأراضي المنخفضة. مع أن ثروة إسبانيا ازدادت بعد المعاهدة إلا أنها تحولت إلى قوة من الدرجة الثانية. وبقيت على مستعمراتها الخارجية حتى القرن التاسع عشر حين أججت حرب الاستقلال الإسبانية حركات التحرر فاستقل عنها كيتو عام 1809، وفنزويلا والباراغواي عام 1811 والعدد من الثورات المتتالية التي أخرجت معظم الدول الأميركية عن السيطرة الإسبانية.

### الإمبراطورية السويدية حقبة 1611-1721

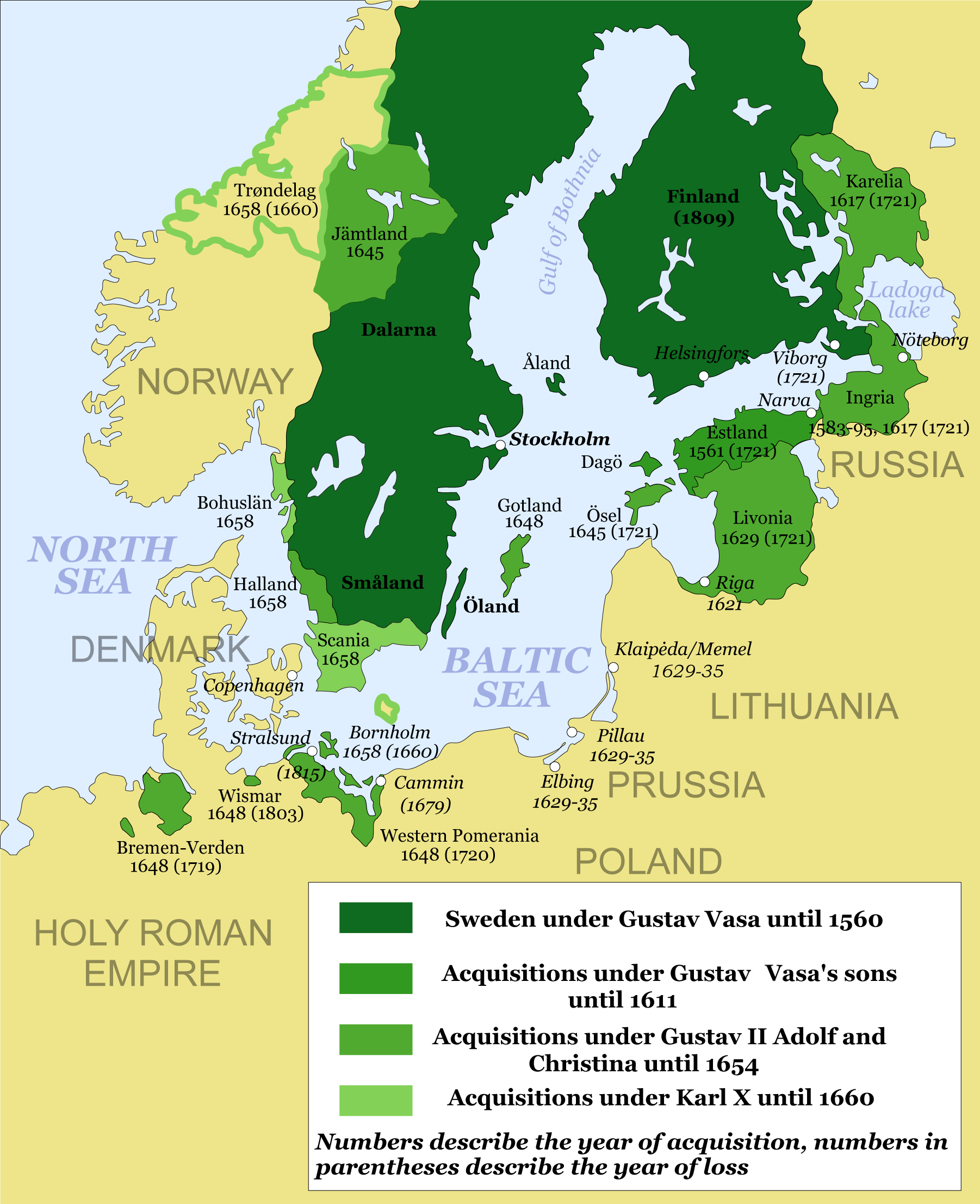
تشكيل الإمبراطورية السويدية، 1560-1660.

يعتبر منتصف القرن 17 وأوائل القرن 18 من أكثر سنوات نجاح السويد كقوة عظمى. وكان لها تواجد استعماري كمستعمرة صغرى في عامي 1638 إوحتى عام 1878. بلغت ممتلكات السويد الاستعمارية ذروتها خلال حكم شارل العاشر (1622-1660) بعد معاهدة روسكيلد في 1658. غير أن نصف قرن تقريبا من الحروب المستمرة أرهقت الاقتصاد السويدي. واصبحت مهمة ابن تشارلز وخليفته، تشارلز الحادي عشر (1655-1697)، إعادة بناء الاقتصاد وإعادة تجهيز الجيش. وخلف لابنه حين أصبح مجيء حاكم السويد تشارلز الثاني عشر، واحدا من أرقى الترسانات في العالم، وجيش قوي كبير وأسطول بحري ضخم. وكانت روسيا هي التهديد المباشر للسويد، ومع أن عديد الجيش الروسي أكبر، إلا أن معداته كانت أقل فعالية وجيشه قليل التدريب. سحق الجيش السويدي الروس في معركة نارفا في 1700، إحدى المعارك الأولى من الحرب الشمال العظمى. وهذا أدى إلى القيام بحملة ضد روسيا في عام 1707، والتي انتهت في نصر حاسم للروس في معركة بولتافا (1709). كانت بداية الحملة ناجحة للسويد إذ استطاع شارلز من احتلال نصف بولندة. ولكن متابعته لمسيرة طويلة تعرض خلالها لهجمات من القوزاق واتباع القيصر الروسي بطرس الأكبر سياسة الأرض المحروقة التقنيات ومناخ روسيا البارد، أوقف ضغط السويديين مما ادى إلى انهيار العزيمة السويدية وفقدان معركة بولتافا التي كانت بداية النهاية بالنسبة السويد كإمبراطورية.

### القيصرية الروسية حقبة 1400-1815

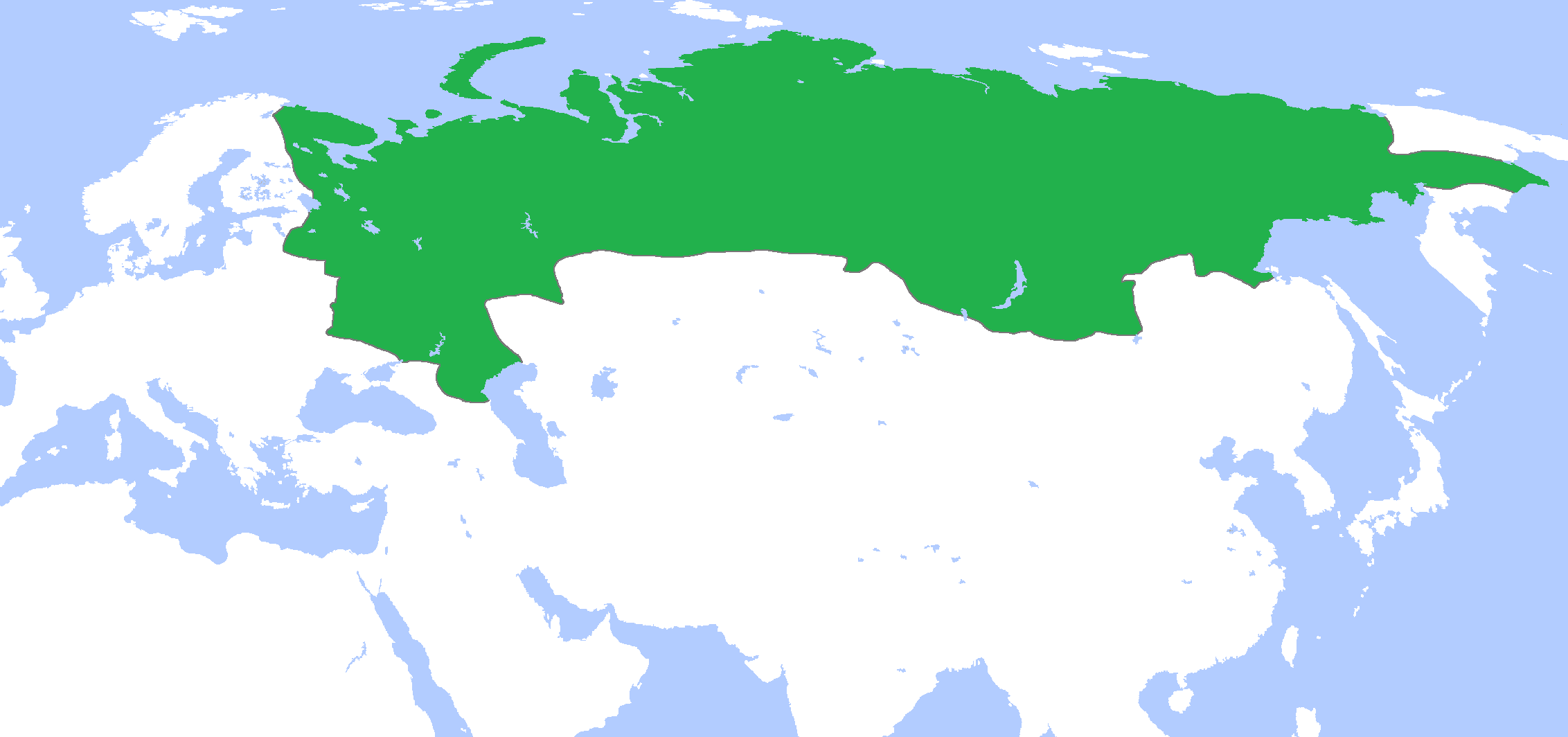
قيصرية روسيا في عهد بطرس الأكبر.

تشكلت الإمبراطورية الروسية من ما كان روسيا القيصرية تحت حكم بطرس الأكبر (1672-1725)، الذي لعب دورا رئيسيا في إدخال بلاده في منظومة الاتحاد الأوروبي، ووضع أسس الدولة الحديثة في روسيا. من بداياتها المتواضعة في القرن 14، أصبحت روسيا أكبر دولة في العالم في زمن بطرس. وتضاعف حجمها ثلاثة أضعاف حجم أوروبا القارية، وامتدت حتى الأراضي الأوراسية اليابسة من بحر البلطيق إلى المحيط الهادئ.

## القوى الكبرى الحديثة

### فرنسا حقبة 1815-1956
كانت فرنسا إمبراطورية مهيمنة والتي تمتلك العديد من المستعمرات في مواقع مختلفة في جميع أنحاء العالم. فإن الإمبراطورية الاستعمارية الفرنسية هي مجموعة من الأراضي خارج أوروبا التي كانت تحت الحكم الفرنسي من القرن 17 إلى أواخر ستينان القرن العشرين (يرى البعض أن السيطرة الفرنسية على أماكن مثل كاليدونيا الجديدة استمرارا لإمبراطورية الاستعمارية). في القرنين 19 و20، أصبحت الإمبراطورية الاستعمارية الفرنسية ثاني أكبر اقتصاد في العالم بعد الإمبراطورية البريطانية. في أوجها امتد الاستعمار الفرنسي على مساحة  من الأراضي خارج فرنساوالذي يمثل 8.7% من إجمالي مساحة الأرض.
خلال عصر الستكشافات، بدأت فرنسا بدأ تؤسس المستعمرات في أمريكا الشمالية ومنطقة البحر الكاريبي والهند بعد النجاحات التي حققتها إسبانية والبرتغال وتنافست مع بريطانيا. انهت سلسلة من الحروب مع بريطانيا خلال 18 وأوائل القرن 19 الطموحات الفرنسية الاستعمارية، فيما يسميه بعض المؤرخين مصطلح الإمبراطورية الاستعمارية الفرنسية «الأولى». فانشئت ي القرن 19، فرنسا إمبراطورية جديدة في أفريقيا وجنوب شرق آسيا. بواستمرت بعض هذه المستعمرات لفترة ما بعد الحرب العالمية الثانية.

### الإمبراطورية البريطانية المتأخرة حقبة 1815-1956

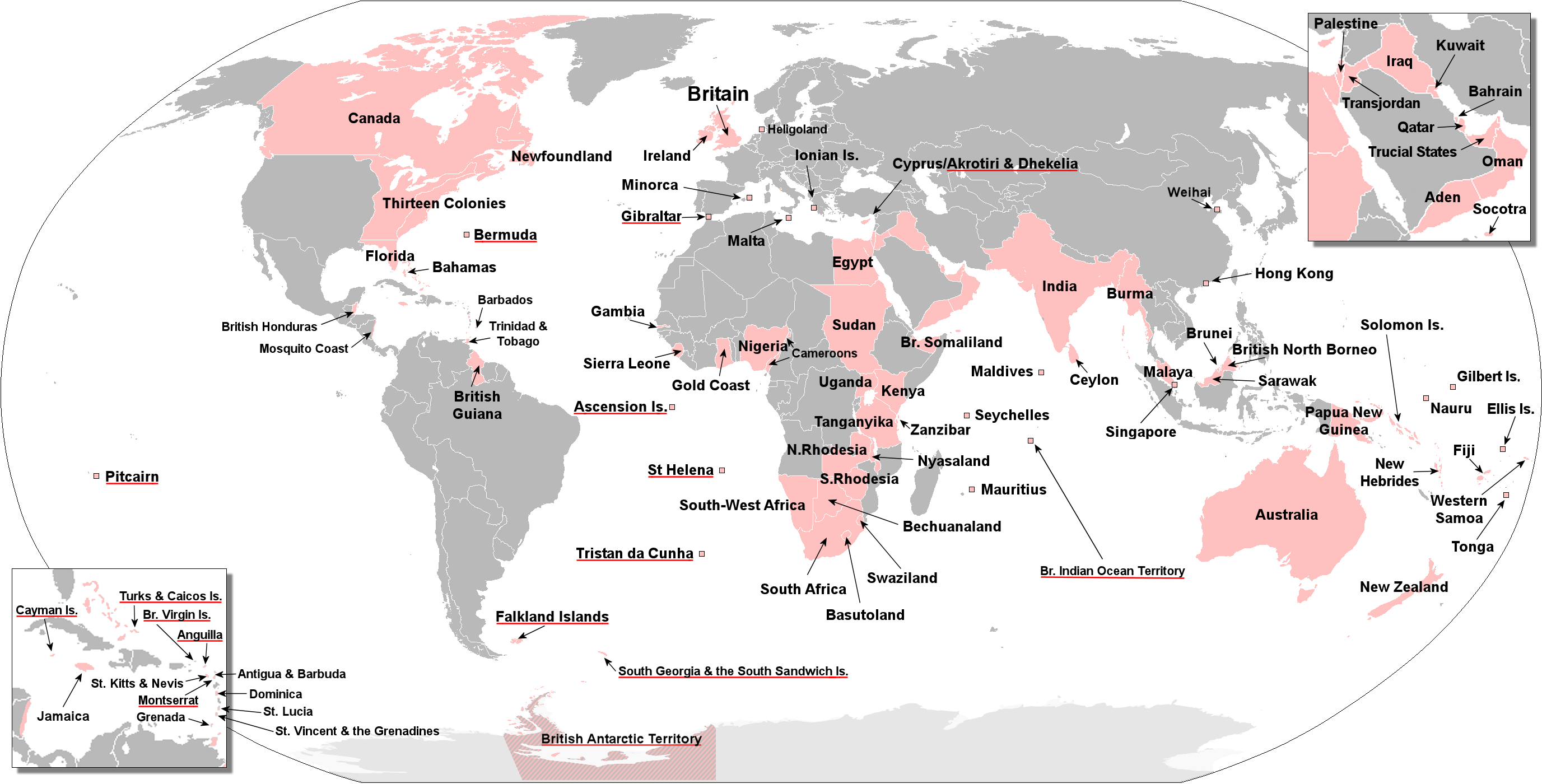
Anachronous خريطة توضح الإمبراطورية البريطانية من 1600 إلى الوقت الحاضر. بحلول عام 1920 أصبحت أكبر إمبراطورية في التاريخ، التي تشكل حوالي 25% من سطح الأرض و25% من سكان العالم.

تعتبر الإمبراطورية البريطانية أكبر إمبراطورية في تاريخ العالم. أصبحت المملكة المتحدة في القرن التاسع عشر أول بلد صناعي في العالم والذي يتبنى التجارة الحرة، مما أطلق ولادة الثورة الصناعية. حول هذا النمو السريع بريطانيا العظمى إلى أعظم سلطة صناعية ومالية، بنفس الوقت، كان لها سيطرة بلا منازع على البحار وطرق التجارة الدولية وذلك بسبب أسطولها البحري، وهي الميزة التي ساعدت في ازدهار الإمبراطورية البريطانية ولتنمو بشكل أسرع من أي وقت مضى. استعمرت الإمبراطورية الفيكتورية أجزاء كبيرة من أفريقيا، بما في ذلك تلك جنوب أفريقيا،، مصر، كينيا، السودان، نيجيريا، غانا، معظم أوقيانوسيا وأقامت مستعمراتها في الشرق الأقصى، مثل سنغافورة، ماليزيا وهونج كونج وسيطرت على كامل شبه القارة الهندية، مما جعلها أكبر إمبراطورية في العالم.
بعد الانتصار في الحرب العالمية الأولى سيطرت الإمبراطورية على أراضي جديدة مثل تنزانيا وناميبيا من الإمبراطورية الألمانية والعراق وفلسطين من الدولة العثمانية. في عام 1920 نمت الإمبراطورية البريطانية لتصبح أكبر إمبراطورية في التاريخ، وبلغت مساحة ممتلكاتها حوالي 25% من سطح الأرض و25% من سكان العالم. أنها تغطي حوالي 36.6 مليون كم2 (14.2 مليون ميل مربع). وبسبب حجمها وتوسعها، كان يشار إليها باسم الإمبراطورية التي لا تغرب عنها الشمس.
بعد الحرب العالمية الثانية واضمحلال الإمبراطورية البريطانية عندما فككت جزءا كبيرا من مستعمراتها بسبب إعطاء الاستقلال لتلك المناطق. عانت الحكومة البريطانية من التكلفة الاقتصادية التي تسببت بها الحروب العالمية وتغير المفاهيم الاجتماعية تجاه الإمبراطورية، فلم تعد قادرة على الحفاظ على ممتلكاتها الاستعمارية إذ كان على البلاد التعافي اقتصاديا، ودفع تكاليف دولة الرفاهية الاجتماعية التي نشأت، والمشاركة في الحرب الباردة ضد الاتحاد السوفياتي.
انهار تأثير وقوة الإمبراطورية البريطانية بشكل كبير بعد الحرب العالمية الثانية وخاصة بعد تقسيم الهند في عام 1947 وأزمة السويس في عام 1956. وبثقت كومنولث الأمم ليحل مكان الإمبراطورية، حيث أصبحت المملكة المتحدة على قدم المساواة مع جميع الدول الأخرى.

### الإمبراطورية الإسبانية المتأخرة حقبة 1815-1898
بعد حقبة نابليون، تم إعادة حكم أسرة البوربون إلى إسبانيا وبالتالي سيطروا على عدد كبير من الأراضي الإسبانية في جميع أنحاء العالم. ولكن صدمات من حرب شبه الجزيرة، التي أثارت طلب الاستقلال في مستعمراتها في أمريكا اللاتينية عام 1835 والثورات المتتالية أدت إلى نهاية الحكم الإسباني على الغالبية العظمى من هذه البلدان. أبقت إسبانيا على أجزاء من الإمبراطورية في البحر الكاريبي (كوبا وبورتوريكو)؛ آسيا (الفلبين)؛ أوقيانوسيا (غوام، ميكرونيزيا، بالاو، وماريانا الشمالية) حتى قيام الحرب الإسبانية–الأمريكية في عام 1898. كانت المشاركة الإسبانية في التدافع على أفريقيا بحدها الأدنى: السيطرة على المغرب الإسبانية حتى عام 1956 وغينيا الإسبانية والصحراء الإسبانية حتى عامي 1968 و1975 على التوالي. وبقيت جزر الكناري، سبتة ومليلية وغيرها من أماكن السيادة الإسبانية على شمال السواحل الأفريقية.

### الإمبراطورية النمساوية (النمسا-المجر) حقبة 1804-1867 و1867-1918
بعد عصر نابليون، كانت النمسا واحدة من أهم القوى في أوروبا ولها تأثير كبير على ألمانيا، إيطاليا وأوروبا الشرقية. خلال النصف الثاني من القرن 19، لم تستطع النمسا منع توحيد إيطاليا وألمانيا من قبل بروسيا (باستثناء النمسا الألمانية) واضطرت بالتالي إلى منح الشراكة المتساوية إلى المجر. ومع ذلك ظلت الإمبراطورية واحدة من اللاعبين الرئيسيين في الشؤون الأوروبية حتى تدميرها بعد الحرب العالمية الأولى.

### بروسيا وألمانيا حقبة 1815-1871، 1871-1918 و1933-1945

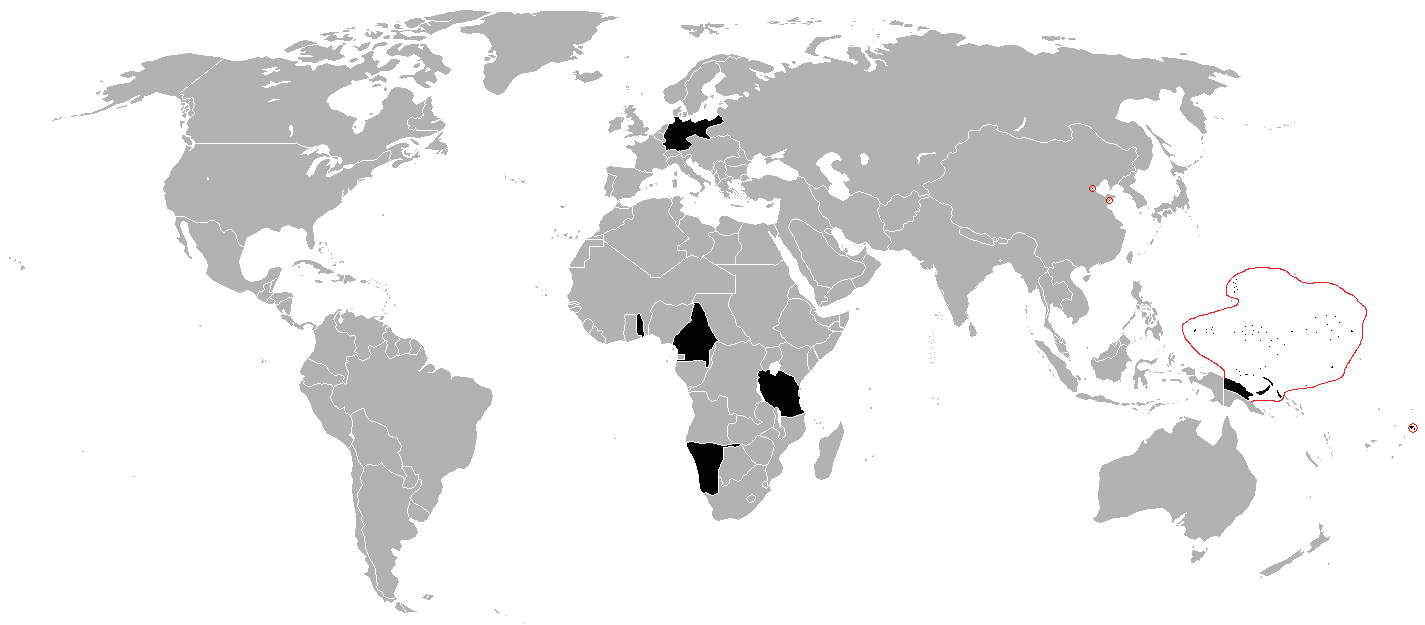
المستعمرات الألمانية في عام 1914.

سيطرت مملكة بروسيا على شمال ألمانيا سياسيا واقتصاديا ومن حيث عدد السكان، وكان أساس اتحاد شمال ألمانية التي شكلت في عام 1867، والتي أصبحت جزءا من الإمبراطورية الألمانية أو الرايخ الألماني في عام 1871 عندما وحدت جنوب الولايات الألمانية، باستثناء النمسا. حققت بروسيا أكبر قدر من الأهمية في القرنين 18 و19. خلال القرن 19 عندما كان من أهداف المستشار أوتو فون بسمارك سياسة توحيد الإمارات الألمانية إلى «ألمانيا الصغرى» التي تستبعد الإمبراطورية النمساوية.
ارتفعت مكانة ألمانيا مرة أخرى كمركز للقوة العالمية مع الرايخ الثالث (أو ألمانيا النازية) تحت حكم الدكتاتور أدولف هتلر بين 1933 و1945. استولت على النمسا وتشيكوسلوفاكيا وغزت بولندا التي أطلقت الحرب العالمية الثانية في أوروبا. تحالفت مع إيطاليا ودول محورية صغرى، فغزا معظم أوروبا قبل عام 1940. ثم تدهورت السلطة الألمانية عقب غزوها للاتحاد السوفيتي في عام 1941، فتحول المد ضد الرايخ الثالث وعانى الهزائم العسكرية في عام 1943 حتى هزمت تماما في عام 1945.

### أواخر العهد العثماني حقبة 1815-1918

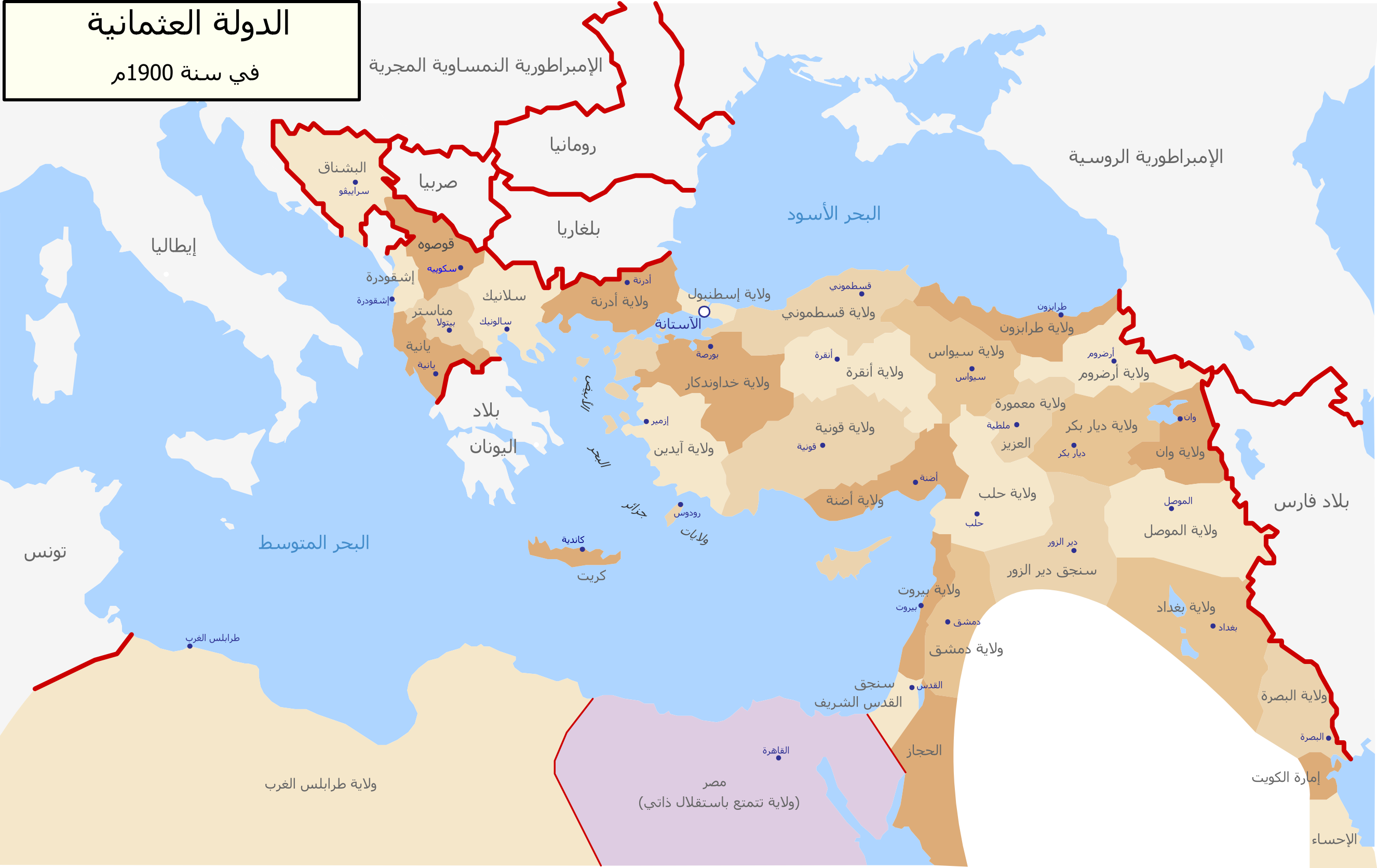
أقاليم الدولة العثمانية في عام 1900 (انظر: قائمة الأقاليم).

بقيت الإمبراطورية العثمانية خلال القرن 19 سلطة لا يستهان بها، مع امتداد كبير للأراضي في أنحاء أوروبا وآسيا وأفريقيا، ولكنها كانت في حالة من التراجع أفقدتها نفوذها تدريجيا، وأصبحت الغالبية العظمى من الأراضي محتلة من قبل قوى أخرى. انتهت الإمبراطورية بعد الحرب العالمية الأولى في عام 1918 وأعلنت الجمهورية التركية عام 1924.

### الإمبراطورية الروسية والاتحاد السوفيتي حقبتي 1815-1917 و1917-1991

الاتحاد السوفيتي.

الإمبراطورية الروسية (الأخضر الداكن) والمناطق داخل دائرة نفوذها (الضوء الأخضر) عام 1866، في وقت من أقصى التوسع الإقليمي من الإمبراطورية.
حاربت إيطاليا إلى جانب ألمانيا النازية خلال الحرب العالمية الثانية وفي حققت في بعض النجاحات. غير أن قوات الحلفاء سيطرت على المستعمرات الإيطالية في الخارج وغزت إيطاليا نفسها في عام 1943 الأمر الذي أدى لاندثار إمبراطوريتها. في 8 أيلول / سبتمبر 1943 انهار نظام موسوليني الفاشي وقامت الحرب الأهلية التي اندلعت في إيطاليا بين الجمهورية الإيطالية الاجتماعي وحركة المقاومة الإيطالية، بدعم من قوات الحلفاء.

### إمبراطورية اليابان حقبة 1868-1945

إمبراطورية اليابان في عام 1942. الإمبراطورية حتى عام 1905 في الأخضر الداكن، الاستحواذ حتى عام 1930 في أخف الأخضر المحتلة/اعترف الأقاليم في أخف الأخضر.

وجدت الإمبراطورية اليابانية، التي عرفت رسميا بالإمبراطورية الكبيرة في اليابان أو ببساطة يابان العظمى (داي نيبون)، منذ استعراش ميجي في 3 كانون الثاني / يناير 1868 إلى سن ما بعد الحرب العالمية الثانية حين طبق دستور اليابان في 3 أيار / مايو عام 1947.
أدى تسريع التصنيع والتسليح في اليابان تحت شعار فوكوكو كيوهي (富国強兵، «إثراء البلاد، تقوية الجيش») إلى ظهور قوة عظمى، وبلغت ذروتها في نهاية المطاف بعضويتها في محور التحالف والاستيلاء على أجزاء كبيرة من منطقة آسيا والمحيط الهادئ. في ذروة قوتها في عام 1942، امتدت الإمبراطورية اليابانية على مساحة أرض تمتد 7,400,000 كيلومتر مربع (2,857,000 ميل مربع) مما يجعلها واحدة من أكبر الإمبراطوريات البحرية في التاريخ.
بعد الانتصار في حروبها ضد الصين (الحرب الصينية اليابانية الأولى، 1894-95) وروسيا (الحرب الروسية اليابانية، 1904-05) أصبحت الإمبراطورية اليابانية واحدة من القوى الكبرى في جميع أنحاء العالم. وصل أقصى حد للإمبراطورية عندما سيطرت خلال الحرب العالمية الثانية على العديد من بلدان آسيا والمحيط الهادئ.
بعد المعاناة من العديد من الهزائم والتفجيرات الذرية في هيروشيما وناغازاكي، استسلمت اليابان للحلفاء في 2 سبتمبر 1945. في فترة احتلالها من قبل الحلفاء بعد الاستسلام، تم وضع دستور جديد أخذ حيز التنفيذ في 3 أيار / مايو عام 1947 والذي حل الإمبراطورية رسميا. استمر الاحتلال الأمريكي وإعادة بناء البلاد حتى الخمسينيات، وفي نهاية المطاف تشكلت الدولة القومية الحالية التي يطلق عليها ببساطة «الأمة اليابانية» (نيبون-كوكو) أو مجرد «اليابان».

### الولايات المتحدة حقبة 1963 إلى الوقت الحاضر

أراضي الولايات المتحدة.

تأسست الولايات المتحدة في عام 1776 بعد إعلان ثلاثة عشر مستعمرة بريطانية استقلالها عن بريطانيا العظمى. بدأت التوسع غربا في أعقاب نهاية حرب الاستقلال الأمريكية والاعتراف بالولايات المتحدة كسيادة في 1783 في معاهدة باريس التي حددت الجمهورية بأنها جميع الأراضي الواقعة بين جبال الأبلاش ونهر المسيسيبي. بدأت الهجرة هناك بأعداد كبيرة إلى أمريكا في نهاية القرن 18، مما أدى إلى تشريد الثقافات الأمريكية الأصلية، وفي كثير من الأحيان من خلال الترحيل القسري وحروب الإخلاء العنيفة. كان لدستور 1787 دور كبير في النجاح في التوسع، والذي أدى إلى التصديق على دستور الولايات المتحدة محولا الولايات المتحدة من كونفدرالية فضفاضة مؤلفة من كيانات شبه مستقلة إلى هيئة اتحادية بوطنية مركزية متجذرة. في عام 1803، اشترت الولايات المتحدة ولاية لويزيانا من فرنسا، وضاعفت حجم البلاد ليصل حدودها إلى جبال روكي.
تسارع نمو عدد السكان الأمريكيين والسلطة نموا سريعا، حتى أنه بحلول عام 1823 شعر الرئيس جيمس مونرو بالثقة الكافية لإصدار مبدأ مونرو الذي يعلن الأمريكتين مجال نفوذ للولايات المتحدة وأنها ستعمل بالتحالف مع بريطانيا العظمى على مواجهة عسكرية ضد أي تهديد بالقوة من أوروبا إن حاولت تحقيق تقدم في المنطقة. كان هذا بداية ظهور الولايات المتحدة كقوة إقليمية في أمريكا الشمالية. وتم تنفيذ هذا المبدأ في الحرب المكسيكية الأمريكية من 1846-1848 في أعقاب مناوشات بين القوات المكسيكية والقوات الأمريكية في الأراضي المتنازع عليها بين المكسيك مما أدى إلى غزو الولايات المتحدة للمكسيك. انتهت الحرب بدخول قوات الولايات المتحدة إلى المكسيك، واحتلال فيراكروز عن طريق البحر، واحتلال مدينة مكسيكو، العمل العسكري الذي فاجأ الكثير من دول العالم وإلى هزيمة المكسيك. تم عقد معاهدة معاهدة غوادالوبي هيدالغو والتي ضمنت ضم الولايات المتحدة للنصف الشمالي من المكسيك، والتي ألفت في ما يعرف الآن جنوب غرب الولايات المتحدة. أثناء الحرب، وخلال الحرب، تفاوضت الولايات المتحدة مع بريطانيا على الاستحواذ على النصف الجنوبي من ولاية أوريغون. وحول ابراهم لينكولن الولايات المتحدة إلى قوة عظمى عندما أنهى الحرب الأهلية وأعلن تحرير العبيد وطرد فرنسا من المكسيك من دون تدخل أوروبا.
في عام 1867، تفاوض ويليام. سيوارد، وزير الخارجية الأمريكي، على شراء ألاسكا من الإمبراطورية الروسية. في عام 1898 هزمت الولايات المتحدة إسبانيا في الحرب الإسبانية–الأمريكية، واستولت على ممتلكاتها في كوبا، بورتوريكو، والفلبين. ثم ضمت أراضي هاواي في عام 1898. اعتبرت الولايات المتحدة خلال أوائل القرن العشرين كقوة عظمى،  تميزت مشاركتها في ثورة الملاكمين خارج منطقة الأمريكتين، فضلا عن مشاركة وودرو ويلسون في مؤتمر السلام في باريس عام 1919، التي تعتبر أول رحلة دولية يقوم بها رئيس أمريكي خارج الأمريكتين.
شاركت الولايات المتحدة في وقت لاحق في الحرب العالمية الثانية وأصبحت قوة عالمية بعد أن ساعدت في تأمين انتصار الحلفاء في عام 1945. قوتها الاقتصادية ومواردها العسكرية الهائلة بما فيها احتكار الأسلحة النووية لفترة وجيزة، جعل من الولايات المتحدة واحدة من القوى العظمى الثلاث المتبقية جنبا إلى جنب مع الاتحاد السوفيتي والإمبراطورية البريطانية. بعد تفكيك الإمبراطورية البريطانية في النصف الأخير من القرن 20 (عملية تسمى إنهاء الاستعمار)، تنافست الولايات المتحدة مع الاتحاد السوفيتي باعتبارها واحدة من القوتين المتبقيتين من القوى العظمى في العالم في ما عرف بالحرب الباردة. عند انهيار الاتحاد السوفيتي في عام 1991 أصبحت الولايات المتحدة القوة العظمى الوحيدة في العالم.

### روسيا والصين
في عام 2018، ومن خلال وثيقة الدفاع الإستراتيجي، وصفت حكومة الولايات المتحدة روسيا والصين باعتبارهما قوى عظمى. وصف وزير الدفاع جيم ماتيس الصين وروسيا «بالقوى المعدلة» التي «تسعى إلى خلق عالم بما يتفق مع النماذج الاستبدادية.»

### الهند
اعتبرت جمهورية الهند قوة كبيرة في الآونة الأخيرة بالمقارنة مع القوى العظمى المعاصرة، وذلك نظرا للتوسع الاقتصادي وحلقاتها العسكرية. لا يوجد اتفاق جماعي بين المراقبين على حالة الهند. إلا أن بعض العلماء يعتقدون أن الهند باعتبارها قوة عظمى ناشئة. تعتمد على أضخم ميزانيات العسكرية في العالم وتحقق توسع اقتصادي سريع. الا أن تفاعلها محدود بالدول المجاورة لها. بالرغم من محافظة الهند على مركزها الرئيسي الاقتصادي وقوتها العسكرية، فإنها ليست أحد الأعضاء الدائمين في مجلس الأمن التابع للأمم المتحدة.

### الجدول الزمني
| 1815                    | 1878                           | 1900                           | 1919                    | 1939             | 1945             | 2000             |  |  |
| النمسا                  | الإمبراطورية النمساوية المجرية | الإمبراطورية النمساوية المجرية |                         |                  |                  |                  |  |  |
| الإمبراطورية البريطانية | الإمبراطورية البريطانية        | الإمبراطورية البريطانية        | الإمبراطورية البريطانية | المملكة المتحدة  | المملكة المتحدة  | المملكة المتحدة  |  |  |
|                         |                                |                                |                         |                  | الصين            | الصين            |  |  |
| فرنسا                   | فرنسا                          | فرنسا                          | فرنسا                   | فرنسا            | فرنسا            | فرنسا            |  |  |
| بروسيا                  | ألمانيا                        | ألمانيا                        |                         | ألمانيا          |                  | ألمانيا          |  |  |
|                         | إيطاليا                        | إيطاليا                        | إيطاليا                 | إيطاليا          |                  |                  |  |  |
|                         |                                | اليابان                        | اليابان                 | اليابان          |                  | اليابان          |  |  |
| روسيا                   | روسيا                          | روسيا                          |                         | الاتحاد السوفيتي | الاتحاد السوفيتي | روسيا            |  |  |
|                         |                                | الولايات المتحدة               | الولايات المتحدة        | الولايات المتحدة | الولايات المتحدة | الولايات المتحدة |  |  |